# Thorellina
Thorellina es un género de arañas araneomorfas de la familia Araneidae. Se encuentra en  Asia y Nueva Guinea.

## Lista de especies
Según The World Spider Catalog 12.0:
- Thorellina acuminata (Thorell, 1898)
- Thorellina anepsia (Kulczynski, 1911)